# Listă de actrițe - V
|  | Listă de actrițe \| \| Listă de actrițe - V \| Liste alfabetice de actori și actrițe \| Listă de actori A - B - C - D - E - F - G - H - I - J - K - L - M - N - O - P - Q - R - S - T - U - V - W - X - Y - Z |

## Actrițe - V
| - Brenda Vaccaro (* 1939) - Caterina Valente (* 1931) - Alida Valli (* 1921) - Dora Van Der Groen - Alexandra Vandernoot - Aurélie Vaneck - Valentine Varela - Rosy Varte | - Cécile Vassort - Dana Vavrova (* 1967) - Ine Veen - Katelijne Verbeke - Dany Veríssimo - Hedda Vernon - Marie Versini (* 1940) - Saskia Vester (* 1959) | - Karin Viard - Dominique Vilar - Marthe Villalonga - Laurence Vincendon - Monica Vitti (* 1931) - Marina Vlady (* 1938) - Monique van de Ven |

## Actori
|  | Listă de actori \| \| Listă de actrițe \| Liste alfabetice de actori și actrițe \| Listă de actori A - B - C - D - E - F - G - H - I - J - K - L - M - N - O - P - Q - R - S - T - U - V - W - X - Y - Z |